# Historia de Anatolia
La historia de Anatolia comprende en estudio de las transformaciones históricas de la península de Anatolia (también conocida como Asia Menor), desde los primeros poblamientos paleolíticos hasta la actualidad. La región histórica de Anatolia comprende la mayor parte de la Turquía moderna, es una de las regiones habitadas continuamente más antiguas en el mundo debido a su ubicación en la intersección de Asia y Europa. 

## Panorama general
Los primeros asentamientos neolíticos como Çatalhöyük, Hacilar, Göbekli Tepe y Mersin se consideran unos de los primeros asentamientos humanos en el mundo. El asentamiento de Troya comienza en el Neolítico y continúa en la Edad de Hierro. A través de la historia, lenguas indoeuropeas, semíticas, así como otras de afiliación incierta han intervenido en Anatolia. De hecho, dada la antigüedad de los idiomas indoeuropeos hitita y luvita, algunos estudiosos han propuesto a Anatolia como el hipotético centro a partir del cual las lenguas indoeuropeas se han radiado.

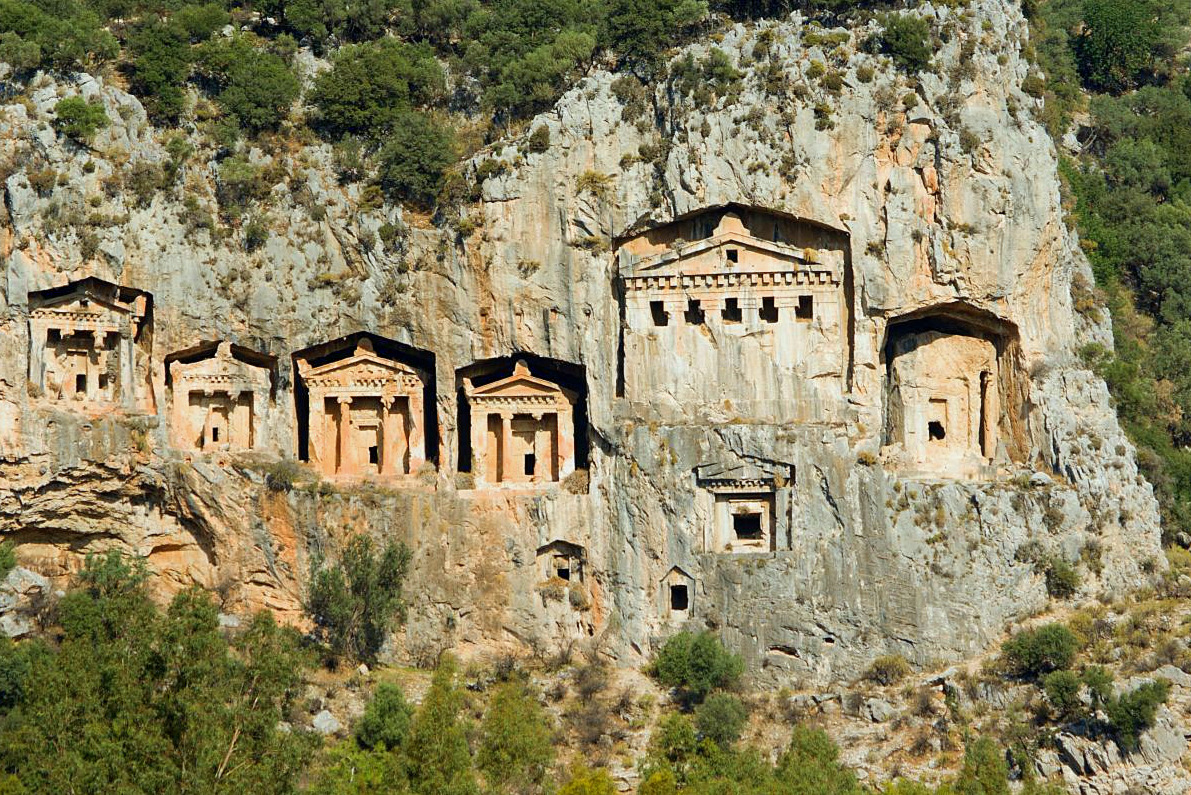
Dalyan, antiguas tumbas

El primer gran imperio en la zona es el de los hititas, entre los siglos XVII y XII a. C. Posteriormente, los Frigios, un pueblo indoeuropeo, logró establecer un reino que luego fue destruido por los Cimerios en el siglo VII a. C. Los sucesores más poderosos de los Frigios fueron los estados de Lidia, Caria y Licia. Los Lidios y los Licios hablaban idiomas que eran fundamentalmente indoeuropeos, pero ambos idiomas adquirieron elementos hititas y helénicos.
Alrededor de 1200 a. C., la costa occidental de Anatolia fue poblada por los griegos. Toda la zona fue conquistada por el imperio persa durante los siglos VI y V a. C. y más tarde por Alejandro Magno en 334 a. C. Anatolia fue posteriormente dividida en una serie de pequeños reinos helenísticos (incluyendo Bitinia, Capadocia, Pérgamo, y Pontus), todos los cuales habían sucumbido a Roma a mediados de siglo I a. C. En 324, el emperador romano Constantino I eligió Bizancio como sede de la nueva capital del Imperio romano, que paso a llamarse Nueva Roma (Constantinopla y más tarde Estambul). Después de la caída del Imperio romano de Occidente, se convirtió en la capital del Imperio bizantino (Imperio romano Oriental).